# إم بي كي إنترتينمنت
إم بي كي إنترتينمنت (هانغل: MBK 엔터테인먼트) هي شركة تسجيلات كورية جنوبية، تأسست في 2006، يقع مقرها في Yeoksam-dong ‏.